# I Was Looking at the Ceiling and Then I Saw the Sky

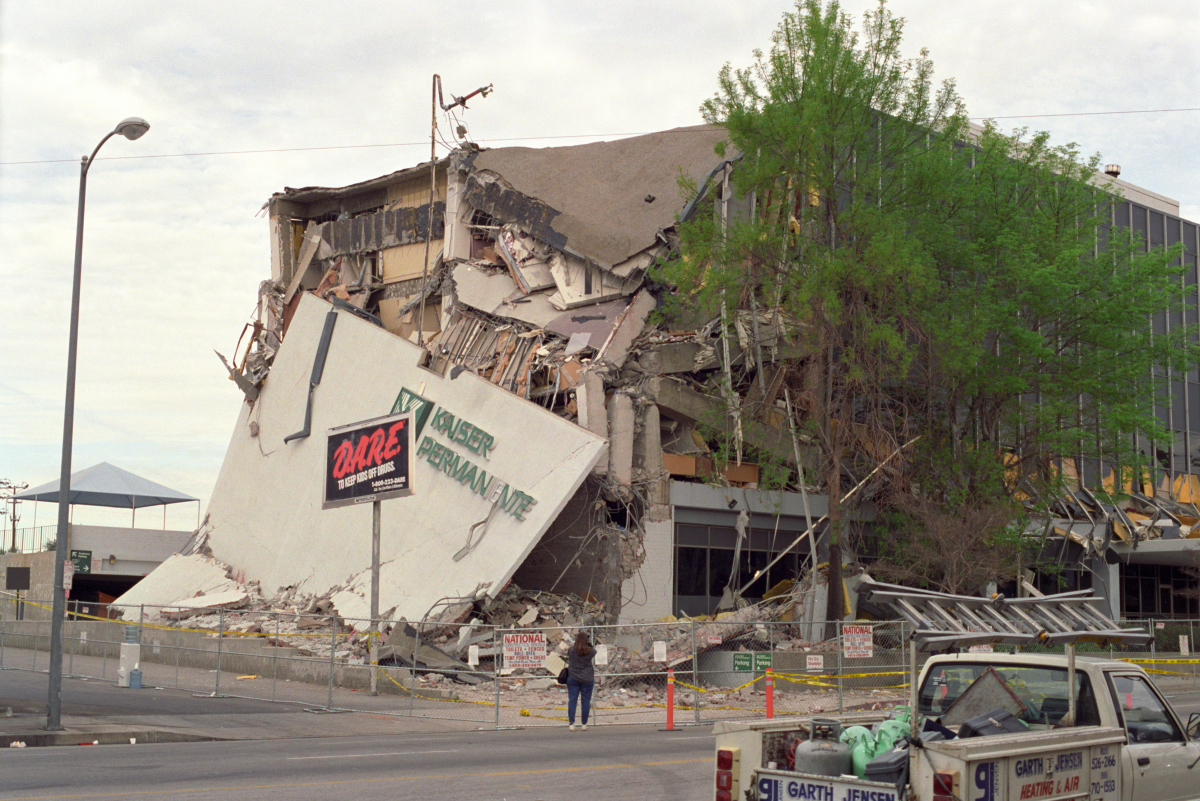
Deels ingestort gebouw (1994)

I Was Looking at the Ceiling and Then I Saw the Sky is een musical/opera uit 1995 gecomponeerd door John Adams, op een libretto van June Jordan. 
Het verhaal handelt over de Northridge-aardbeving van 1994, een aardbeving in 1994 in Northridge, een buurt in het noorden van Los Angeles, in het bijzonder de reacties van alle karakters in de opera/musical op deze gebeurtenis. De hoofdpersonen zijn zeven jonge Amerikanen van verschillende sociale en etnische achtergrond die allemaal in Los Angeles wonen.
Adams’ werk bestaat uit een aantal in populaire stijl gezongen composities, die uitgevoerd worden door popzangers en waaraan muzikaal invulling wordt gegeven door een combinatie van een rockband en synthesizermuziek. Het werk heeft niettemin duidelijk Adams' minimalistische signatuur van zijn opera's.
De titel van de opera komt van een uitspraak van een van de slachtoffers van de aardbeving, opgenomen in de Los Angeles Times ("Ik keek naar het plafond en zag ineens de hemel").
Het werk werd voor het eerst op 13 mei 1995 uitgevoerd aan de Universiteit van Californië - Berkeley onder productie en regie van Peter Sellars. Grant Gershon was de dirigent; het Paul Dresher Ensemble verzorgde de muziek. Het decor bestond deels uit graffiti gemaakt door zetters afkomstig uit Los Angeles.
In december 1996 dook een deel van het vocaal ensemble van de originele cast de Arabian Studiot in Helsinki in om opnamen te maken. Deze werden voltooid in mei 1997 inNew York, zodat in 1998 door Nonesuch Records een compact disc kon worden uitgebracht. Zangers waren daarbij Audra McDonald (Consuela), Michael McElrey (Dewain), Welly Yang (Rick), Angele Teek (Leila), Darius de Haas (David), Marin Mazzie (Tiffany), Richard Muenz ( Mike) onder leiding van Grant Gershon. Adams gaf zelf leiding aan het ensemble Seppo Kantonen, Marja Mutru, Markku Tabell (toetsinstrumenten), Janna Mutro (saxofoons, Kari Terkanen (klarinet, basklarinet), Hannu Rantanen (contrabas, elektrische bas), Jari Nieminen (gitaar), Jari-Pekka Karvonen (percussie).
Nixon in China (1987) · The Death of Klinghoffer (1991) · I Was Looking at the Ceiling · and Then I Saw the Sky (1995) · El Niño (2000) · Doctor Atomic (2005) · A Flowering Tree (2006)